# تاج أباد (كرند)
تاج أباد (بالفارسية: تاج‌آباد) هي مستوطنة تقع في إيران في Korond Rural District.